# Kerkbouw-stichting
De Kerkbouw-stichting is opgericht uit de nalatenschap van Joannes Petrus Grewen (Rotterdam, 5 januari 1839 - aldaar, 17 november 1910).
Joannes was een effectenmakelaar uit Rotterdam die, na een ruzie met zijn broer Cornelis Hendrik, voor zichzelf een kantoor begon in het Witte Huis te Rotterdam.
Zijn vrouw, Agatha Joanna Maria van der Ven, overleed na ziekte te Hillegersberg. Uit dankbaarheid voor de goede verzorging van zijn vrouw wilde Joannes Grewen een nieuw ziekenhuis laten bouwen. Het bisdom Haarlem bleek echter zeer inhalig. Dit was de reden waarom Grewen niets meer met Noord-Holland te maken wilde hebben.
Zijn neef, Albert Margry, zocht contact met Wilhelmus van de Ven, bisschop van 's-Hertogenbosch met de vraag of deze een kerk, gewijd aan Antonius van Padua, ten geschenke wilde krijgen.
Er kwamen nog veel meer Antonius van Paduakerken, want toen Joannes stierf werd de Kerkbouw-stichting opgericht, die zijn vermogen beheerde. Dit vermogen werd gebruikt om kerken te bouwen die alle aan Antonius van Padua waren gewijd. In de laatste wilsbeschikking van Joannes was opgenomen dat deze kerken nimmer in het bisdom Haarlem mochten worden gebouwd.
De kerken werden in veel gevallen ontworpen door telgen uit de architectenfamilie Margry.

## Enkele kerken, door de stichting ondersteund
- Antonius van Paduakerk op Fellenoord te Eindhoven, de eerste door Joannes geschonken kerk, gebouwd in 1907, gesloopt tijdens de wederopbouw, toen heel Fellenoord werd gesloopt.
- Groenestraatkerk of Heilige Antonius van Padua-Sint Annakerk te Nijmegen, uit 1909.
- Antonius van Paduakerk te Tilburg, uit 1911, door Jos Margry, bekend als Hoefstraatkerk. In 2001 onttrokken aan de eredienst, anno 2016 is er onder andere een glasatelier.
- Antonius van Paduakerk te Nijnsel, uit 1911, door Louis Kooken.
- Antonius van Paduakerk te Keldonk, uit 1912, de eerste kerk die na Joannes' dood door de stichting werd gefinancierd.
- De kerk te Ewijk, uit 1916-1917 (architect Jos Margry), toegewijd aan Johannes de Doper en Antonius van Padua.
- Antonius van Paduakerk te Nijmegen, uit 1917.
- De Steentjeskerk te Eindhoven, uit 1919.
- De Antonius van Paduakerk in de wijk Villapark te Eindhoven, architect Jan Stuyt, uit 1918.